# Escándalo Blomberg-Fritsch

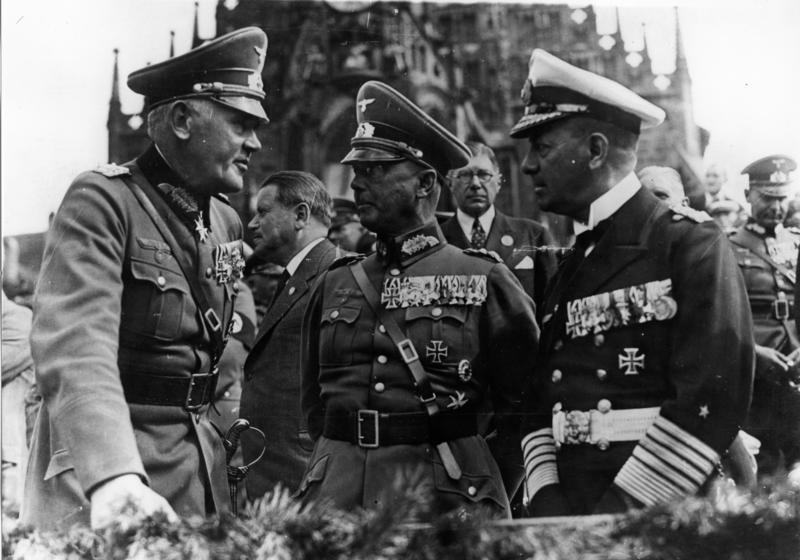
De izquierda a derecha, tres de los principales líderes de la Wehrmacht en el desfile de la octava Convención Nacional del Partido (1936): Blomberg, Fritsch y Raeder, en Núremberg.

El escándalo Blomberg-Fritsch o la crisis Blomberg-Fritsch (en alemán, Blomberg-Fritsch-Krise) fue el nombre que recibieron dos eventos a principios de 1938 que provocaron la salida de Werner von Blomberg, ministro de Guerra, y Werner von Fritsch, comandante en jefe del Heer. Ambos hombres, así como el ministro de Asuntos Exteriores, Konstantin von Neurath, se habían opuesto a los planes expansionistas de Adolf Hitler. Blomberg y Fritsch se vieron obligados a renunciar, debido, en el caso del primero, a su matrimonio con una exprostituta y, en el segundo, a una presunta relación homosexual. Con la explotación política del incendio del Reichstag y la noche de los cuchillos largos, esta doble expulsión constituyó un paso importante en la consolidación del poder absoluto del Führer, particularmente sobre la Wehrmacht, lo que facilitó los proyectos expansionistas del Tercer Reich.
Al igual que con el incendio del Reichstag, las circunstancias exactas del escándalo Blomberg-Fritsch son objeto de controversia entre los historiadores. Algunos lo consideran una serie de eventos fortuitos, mientras que otros aluden una maniobra orquestada por altos funcionarios nazis como Hermann Göring y Heinrich Himmler, inmediatamente aprovechada por Hitler.

## Contexto histórico
Desde el fracaso del Putsch de la cervecería, Hitler comprendió que debía «meter en su juego a los poderes tradicionales» y, especialmente, el ejército. El apoyo de los militares era necesario para consolidar su poder en Alemania, sobre todo para asegurar sus objetivos expansionistas. A partir de 1934, la irrupción de las SA (Sturmabteilung) en la noche de los cuchillos largos dio garantías a los medios conservadores y la Reichswehr; el apoyo de esta última al régimen nazi aumentó particularmente con la reintroducción del servicio militar obligatorio en 1935 —momento en que se convirtió en la Wehrmacht— y luego con la remilitarización de Renania en 1936, ambas en vulneración de las cláusulas establecidas en el Tratado de Versalles de 1919. En el verano de 1937, Hitler comenzó «a dirigir su mirada hacia Austria y Checoslovaquia».

## Primeros eventos
El 5 de noviembre de 1937, Werner von Blomberg —ministro de Guerra—, Werner von Fritsch —comandante en jefe del Heer—, Hermann Göring —comandante en jefe de la Luftwaffe— y Erich Raeder —comandante en jefe de la Kriegsmarine— se reunieron en la nueva Cancillería del Reich para obtener el arbitraje de Hitler sobre la distribución de la producción nacional de acero entre las tres fuerzas militares. Para su sorpresa, fueron recibidos por el Führer en persona, junto con su ayudante de campo Friedrich Hoßbach y el ministro de Asuntos Exteriores Konstantin von Neurath; además, en lugar de abordar el tema de la reunión, Hitler se lanzó «en un monólogo de más de dos horas sobre la necesidad de que Alemania se expandiera por la fuerza durante los siguientes dos años».
A rasgos generales, su afán de anexar Austria y destruir el Estado checoslovaco no despertó ninguna desaprobación ni objeción de los participantes en la entrevista ni de los líderes militares que fueron informados después, como Ludwig Beck. Por otro lado, Neurath, Blomberg y Fristch, con quienes Göring terminó por asociarse, estimaron que el análisis militar de Hitler era insuficiente y que cualquier acción bélica contra Austria o Checoslovaquia provocaría la entrada en guerra de Francia y el Reino Unido. Los militares dejaron claro su posición, que fue incluida en el acta de la reunión redactado por Hoßbach cinco días después, un documento comúnmente conocido como el «protocolo Hossbach». Con estas reacciones vaticinadas, Hitler terminó el encuentro tranquilizando a Fritsch, a quien dijo que no había peligro inmediato de guerra. Neurath volvió a plantear el tema en una entrevista con el Führer a mediados de enero de 1938. Para el ministro de Asuntos Exteriores, esta política expansionista «llevaba a la guerra [y se] podrían llevar a cabo muchos de sus proyectos mediante métodos más pacíficos, aunque un poco más lento. Hitler le replicó que ya no había tiempo».

## Blomberg

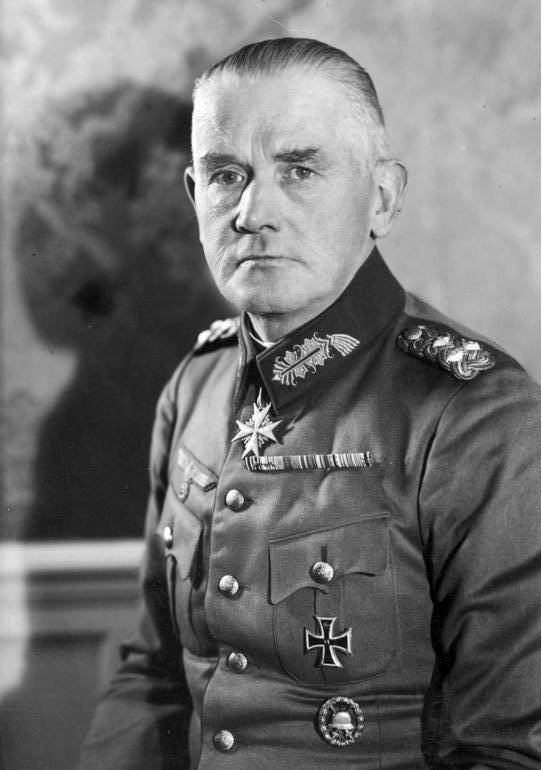
Werner von Blomberg en 1934.

Ministro de Guerra desde el ascenso de Hitler al puesto de canciller en enero de 1933 y miembro del Partido Nacionalsocialista Obrero Alemán desde enero de 1937, Werner von Blomberg era un ferviente admirador del Führer, cuyo «verbo amistoso o un toque anecdótico en un discurso bastaba para arrancarle lágrimas», pero era «poco apreciado por las altas esferas militares, donde se veía en él a un hombre de Hitler y no del ejército» y sus compañeros lo apodaron «el León de Goma». Padre de cinco hijos y viudo desde 1934, conoció en septiembre de 1937 a una mujer treinta y cinco años menor que él, Margarethe Gruhn, durante un paseo por el Tiergarten de Berlín, de quien se enamoró rápidamente. Durante las primeras semanas, no habló sobre su nueva relación, pero sorprendió a sus asistentes al ir solo y vestido de civil a Oberhof, con el pretexto de visitar a una amiga que se había roto el tobillo mientras esquiaba.
Al presentar a su futura esposa como mecanógrafa, una «chica sencilla de pueblo», se preocupó por la reacción del cuerpo de oficiales y decidió sincerarse con Hitler, cuya aprobación era necesaria para el matrimonio; al contrario que sus pensamientos, el Führer estaba entusiasmado con una unión que marcaba el «rechazo de este esnobismo de otra época», se ofreció como testigo y sugirió que Göring fuera el segundo. El matrimonio, que asombró a todos, tuvo lugar el 12 de enero de 1938 en el Ministerio de Guerra, en la más estricta intimidad; esa misma noche, los nuevos cónyuges se fueron de luna de miel. A pesar del alto rango de Blomberg, el matrimonio fue el tema de un escueto comunicado de prensa, sin comentarios ni fotografías. El 13 de enero, el Völkischer Beobachter anunció: «El Ministro de Guerra del Reich, Generalfeldmarschall von Blomberg, se casó el miércoles 12 de enero con la señorita Gruhn. El Führer y el Generaloberst Göring fueron los testigos. Pocos días después de la ceremonia, la prensa publicó una fotografía de la pareja frente a la gran jaula de monos en el zoológico de Leipzig».
En la mañana del 24 de enero, el jefe del servicio central de identificación de la Kripo de Berlín, Hellmuth Müller, recibió una carta anónima acompañada de fotos pornográficas: en ellas aparecía una joven rubia con cabello juvenil, de aproximadamente 1.75 m, bien proporcionada, totalmente desnuda excepto por un collar de perlas; en el reverso de la foto estaba el nombre de Luise Margarethe Gruhn. En su investigación, Müller descubrió que la susodicha fue arrestada dos o tres veces por ejercer la prostitución en la vía pública, luego por robar a un cliente y que sus fotos pornográficas habían sido vendidas en las estaciones de tren de Berlín hasta que la policía puso fin al negocio. Al completar sus pesquisas, encontró que el nombre en las fotografías correspondía al de la nueva esposa de Blomberg.

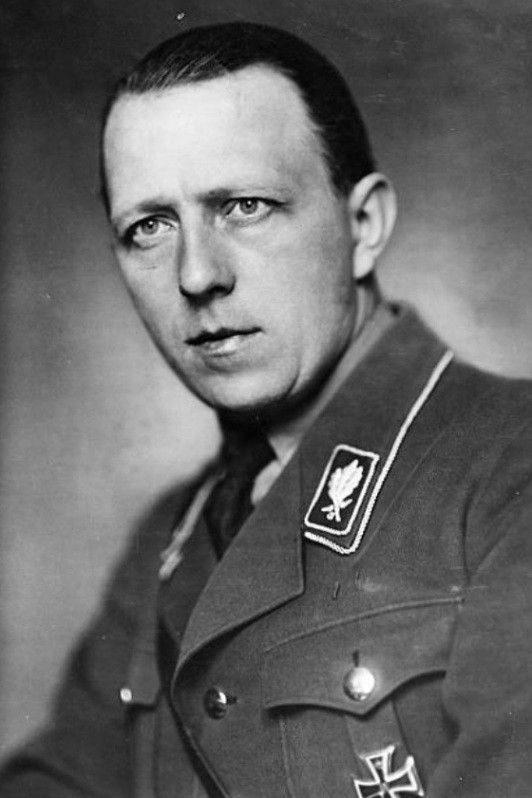
Wolf-Heinrich von Helldorff en 1941.

Consciente de la naturaleza escandalosa de la información que había recopilado, Müller informó al director de la Kripo, Arthur Nebe. Para no proporcionar a las SS una herramienta contra la Wehrmacht, Nebe no notificó a su superior, Reinhard Heydrich, jefe de la Sipo y el SD, sino que se dirigió al jefe de Policía de Berlín, Wolf-Heinrich von Helldorff. Nazi de larga data y Obergruppenführer en las SA, Helldorff se oponía al creciente poder de las SS, por lo que decidió mantener lejos del asunto a Heydrich y Heinrich Himmler; en su lugar, advirtió de los hechos a Wilhelm Keitel, asistente directo y confidente de Blomberg. Durante su reunión con Helldorff, Keitel se declaró incapaz de identificar a la persona que aparecía en las fotografías como la esposa de Blomberg: no fue invitado a la boda y no vio a la mujer en cuestión, tampoco en el funeral de la madre de Blomberg, ya que Gruhn estuvo con el rostro cubierto, a una distancia considerable. Por ello, aconsejó a Helldorff que se pusiera en contacto con Göring, testigo del matrimonio. Este último identificó formalmente a la esposa de Blomberg en la ficha de la prostituta y advirtió a Hitler de la situación, quien se conmocionó por la noticia: enfrentaba su prudencia y sus prejuicios raciales, ya que «las fotos indecentes fueron tomadas por un judío de origen checo con quien ella cohabitó en esa época», pero, sobre todo, corría el riesgo de dañar severamente su prestigio, «como testigo de los novios, porque se enfrentaría al hazmerreír del mundo entero». Además, estaba convencido de que Blomberg conocía el pasado de su esposa antes del matrimonio y que, al tomarlo a él y Göring como testigos, esperaba forzarlos a sofocar el escándalo.
El 25 de enero de 1938, Hitler trató el asunto con su ayudante de campo Friedrich Hoßbach: en un memorándum, se agradeció el trabajo realizado por Blomberg y se declaró triste por tener que separarse de un hombre tan leal. A Hoßbach le resultaba «extraño que estas acusaciones salieran a la luz después del matrimonio, cuando la policía debió tener la información pertinente mucho tiempo antes». El 26 de enero, «pálido como un cadáver», Hitler habló sobre el escándalo a Joseph Goebbels, quien señaló en su diario que era «la crisis más grave del régimen desde el caso de Röhm».
Contactado por Göring, Blomberg se negó a anular el matrimonio, «para gran consternación y disgusto de Göring y Hitler». El 27 de enero, el ministro de Guerra fue recibido por última vez por el Führer, quien le aseguró que podría reanudar el servicio si Alemania estaba en guerra. Al día siguiente, acompañado por su esposa, partió al exilio en Italia por un año, mientras conservaba sus derechos de jubilación como mariscal con 50 000 marcos imperiales. Al regresar a Alemania después del estallido de la Segunda Guerra Mundial, Blomberg y su esposa «vivieron en la oscuridad más completa hasta el final de la guerra». Sin embargo, el exministro fue arrestado al final del conflicto bélico y murió en un campo de prisioneros en Núremberg en marzo de 1946.

## Fritsch

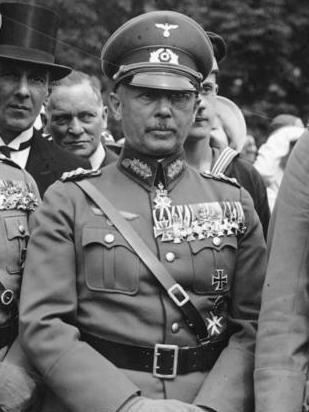
Werner von Fritsch en 1934.

En la noche del 24 de enero de 1938, conmovido por las revelaciones sobre el matrimonio de Blomberg, Hitler recordó los rumores que habían corrido en el verano de 1936 sobre una presunta relación homosexual de Werner von Fritsch a fines de 1933: en ese momento, el Führer se negó a creerlo y ordenó destruir el dosier. Aterrado ante un nuevo escándalo sobre el posible sucesor de Blomberg, ordenó a Himmler que reconstruyera el expediente, algo que le resultó fácil ya que Heydrich lo había conservado a pesar de las órdenes. El 25 de enero, a las 2:15 a. m., Hitler estaba en posesión de los archivos de la Gestapo, redactados por el inspector en jefe Josef Meisinger, amigo personal y hombre de confianza de Müller; más tarde en la mañana, pasó el dosier a su ayudante de campo, Hoßbach, ordenándole que lo mantuviera en absoluto secreto.
Hoßbach, «horrorizado por las consecuencias de un segundo escándalo para la Wehrmacht» y que además tenía una gran admiración por Fritsch, estaba convencido de que podía manejar el asunto y le advirtió de los rumores, desobedeciendo una orden formal del Führer que amenazaba con despojarlo del puesto. Por la noche, Fritsch le respondió que todo el asunto no era más que una sarta de mentiras, a lo que Hoßbach se apresuró en hacerle saber a Hitler, quien parecía aliviado y observó «que, dado que todo estaba en orden, Fritsch podía ser el nuevo ministro de Guerra» después de la salida de Blomberg. El 26 de enero, Fritsch contactó a Hoßbach, explicándole que las acusaciones en su contra estaban posiblemente vinculadas a un almuerzo privado con un miembro de las Juventudes Hitlerianas en el invierno de 1933-1934, durante la campaña de socorro invernal, presuntamente porque «las malas lenguas habían tomado esos gestos inofensivos de caridad para achacar relaciones dudosas».
Por la noche, Göring, quien consideraba a Fritsch como su rival para el cargo de ministro de Guerra, instó a Hitler a tomar una decisión; Hoßbach sugirió que se abordara directamente la cuestión con la principal parte interesada. Convocado a la Nueva Cancillería, en presencia de Göring y Himmler, Fritsch rechazó enérgicamente los cargos presentados contra él, pero despertó las sospechas del Führer al aludir aquel a su almuerzo en el invierno de 1933-1934; después se enfrentó a su acusador, traído del campo de concentración de Börgermoor por la Gestapo, Otto Schmidt, ladrón y chantajista condenado en numerosas ocasiones, de quien se decía extorsionó a un centenar de homosexuales, entre los que había figuras del régimen nazi, como Walther Funk. Schmidt afirmó reconocer a Fritsch, quien, «en un tono frío y manteniéndolo bajo control, repitió varias veces que nunca había visto a este hombre y le dio su palabra de honor a Hitler de que no tenía nada que ver con toda esta historia». Schmidt reiteró las palabras de su testimonio de 1936 a Meisinger y confirmó que había sorprendido a Fritsch teniendo una relación homosexual con un prostituto a fines de noviembre de 1933, cerca de la estación de Wannsee: por el precio de su silencio, el chantajista aseguró haber recibido 1500 marcos imperiales. Una nueva confrontación tuvo lugar el 27 de enero de 1938, pero, a pesar de las numerosas inconsistencias en el testimonio de su acusador, Fritsch no pudo disipar las sospechas que pesaban sobre él.

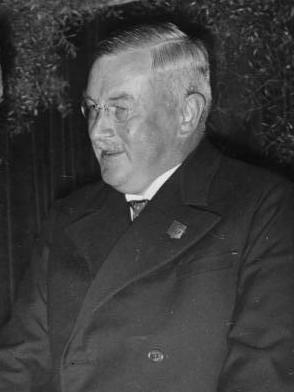
Franz Gürtner en 1935.

Estos eventos no impidieron que permaneciera leal a Hitler, como lo demuestra una nota del 1 de febrero de 1938: «Estoy profundamente agradecido con el Führer. Especialmente por la gran confianza que me ha mostrado hasta ahora, con la excepción de este caso». El expediente fue enviado al ministro de Justicia Franz Gürtner, quien presentó su informe antes de fin de mes: invirtiendo las nociones legales tradicionales, cargó contra Fritsch y consideró «que no había establecido su inocencia y que el caso del muchacho de las Juventudes Hitlerianas le había infligido el mayor daño». Sin embargo, Gürtner solicitó que el caso se llevara ante una tribunal militar, idea secundada por los jerarcas militares, como Ludwig Beck y Keitel. El 3 de febrero, Hitler obtuvo la renuncia de Fritsch, quien oficialmente se retiró por razones de salud. El 4 de febrero, le envió una carta reconociendo su renuncia: «General, dado su estado de salud, se vio obligado a pedirme que lo releve de su puesto como comandante. Como la reciente estancia que hizo en el sur en Egipto no tuvo para usted los resultados que esperaba, decidí acceder a su solicitud. Su partida de la Wehrmacht me ofrece la oportunidad de rendir un profundo reconocimiento a los méritos eminentes que ha adquirido en la reconstrucción del ejército»; «una obra maestra de mentiras e hipocresía», según Buchheit.
La investigación realizada por la Wehrmacht en colaboración con el Ministerio de Justicia estableció rápidamente que «Fritsch era la víctima inocente de una conspiración de la Gestapo montada por Himmler y Heydrich». En realidad, el chantajista había «sorprendido a un oficial del ejército mientras estaba cometiendo un acto antinatural y lo había extorsionado con éxito durante años», pero era un oficial de caballería, el oficial de caballería de apellido casi idéntico Joachim (Achim) von Frisch. Interrogado por el juez de instrucción a cargo del caso y en presencia del abogado defensor, el oficial Frisch, enfermo y postrado en cama, reconoció los hechos; arrestado y presionado por la Gestapo para que se retractara de su confesión, Schmidt mantuvo su posición durante el juicio. Frente a los numerosos testimonios que contradecían la versión del único acusador, Göring cambió de actitud y reprendió al chantajista: «Eres el peor mentiroso que he conocido. ¿Creíste que podrías seguir engañándonos!». Schmidt retiró las acusaciones, lo que llevó al tribunal militar —presidido por Göring y en el que eran miembros Erich Raeder y Walther von Brauchitsch— a determinar la inocencia de Fritsch el 18 de marzo de 1938. El fracaso de la maquinación condujo al internamiento de Schmidt en Sachsenhausen, donde sería ejecutado por orden de Himmler el 30 de octubre de 1942.
Después de su absolución, Fritsch intentó desafiar a Himmler a un duelo. Había organizado un desafío formal y, según los informes, practicaba sus habilidades con las pistolas en su tiempo libre, del que tenía mucho al ser un oficial sin comando. Confió la solicitud a Gerd von Rundstedt para su entrega, pero este último, con la intención de superar la desconfianza entre la Wehrmacht y las SS, finalmente lo convenció de que abandonara la idea. Aunque no fue rehabilitado, el Führer le nombró coronel en jefe del 12.º Regimiento de Artillería. El día 22 de septiembre de 1939, durante la invasión de Polonia, fue herido de muerte en Praga-Południe, a las afueras de Varsovia.

## Explotación política de los escándalos y rumores

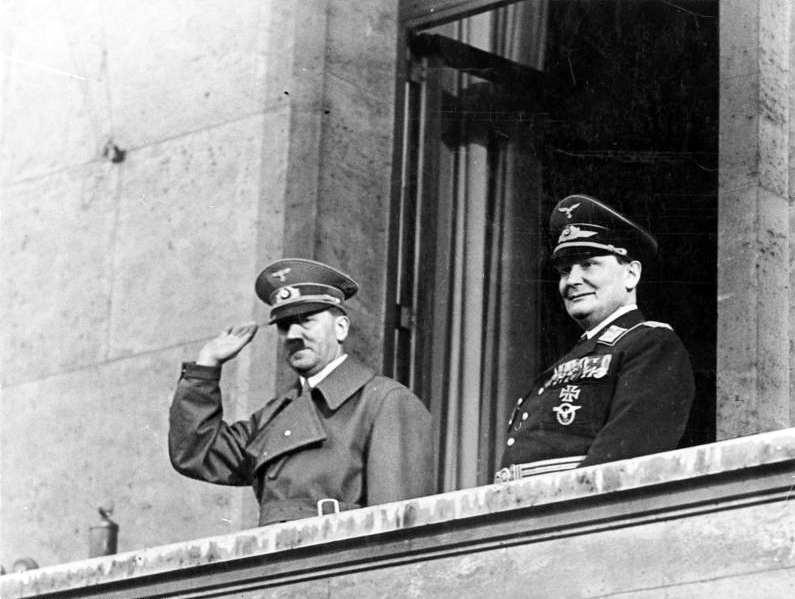
Adolf Hitler y Hermann Göring el 16 de marzo de 1938.

Ante el doble escándalo, Hitler se hizo dos preguntas: «¿Cómo se iba a explicar a la población? ¿Cómo evitar que esto socave seriamente el prestigio y el esplendor del régimen?». Durante la última semana de enero, hubo un ambiente tenso en Berlín, alimentado por los rumores de un golpe de Estado, que recordaba los días previos a la noche de los cuchillos largos; expectante, canceló su discurso tradicional del 30 de enero por el aniversario de la toma del poder y aplazó sine die la reunión de su gabinete. El mismo día, Joseph Goebbels sugirió al Führer que asumiera personalmente el liderazgo de la Wehrmacht, una idea que también fue formulada por Blomberg en su audiencia de despedida. Esta solución rápidamente obtuvo su aprobación y para él tenía una doble ventaja, porque, en primer lugar, evadía la cuestión de la sucesión de Blomberg y descartaba a los tres candidatos declarados para el cargo de Ministerio de Guerra, Göring, Himmler —a quienes juzgó de incompetentes— y Walter von Reichenau, «demasiado cercano al partido y muy poco tradicionalista para ser aceptable para el ejército». También le ofrecía la posibilidad de cambiar el equilibrio dentro de las fuerzas y marginar a los sectores más conservadores de la dirección del Heer.

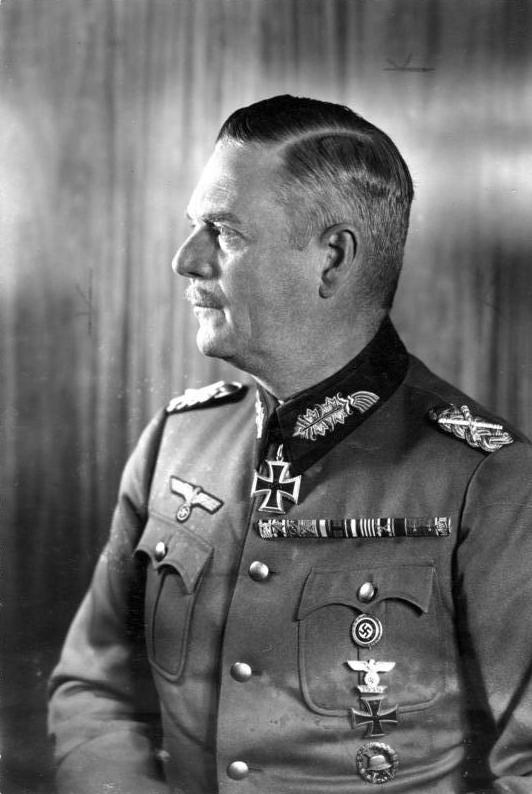
Wilhelm Keitel en 1940.

El 4 de febrero de 1938, en un comunicado de prensa transmitido por radio y ampliamente difundido por la prensa al día siguiente, se anunciaron cambios importantes para promover «la mayor concentración de todas las fuerzas políticas, militares y económicas en manos del líder supremo». Los movimientos realizados por el decreto del 4 de febrero fueron particularmente importantes en la Wehrmacht e impulsaron a «los viejos generales [a permanecer atentos a] que las maquinaciones de las SS y la Gestapo, de Himmler y Heydrich, quedaran expuestas [...] los dos individuos en cuestión y las SS sufrirían el mismo destino que Röhm y las SA cuatro años antes». Además de las renuncias de Blomberg y Fritsch, doce generales y cincuenta y un oficiales de alto rango fueron relevados; esta depuración perdonó a la Kriegsmarine, pero afectó particularmente a la Luftwaffe. Hitler se hizo cargo de las atribuciones de Blomberg, designó a Walther von Brauchitsch como el sucesor de Fritsch y elevó, a modo de consuelo, a Göring al rango de Generalfeldmarschall, el único en ese momento, después de la destitución de Blomberg. Además, se ocupó personalmente de la gestión del Oberkommando der Wehrmacht, en el cual Keitel fue nombrado jefe del Estado Mayor; principalmente debido a su docilidad que lo apodaron «Lakeitel», en referencia a un juego de palabras con el término Lakai («lacayo»).
Los cambios también afectaron la diplomacia y la economía: Konstantin von Neurath fue reemplazado por Joachim von Ribbentrop en el Ministerio de Asuntos Exteriores, los embajadores del Reich en Roma (Ulrich von Hassel), Tokio (Herbert von Dirksen) y Viena (Franz von Papen) fueron sustituidos. Walther Funk fue nombrado ministro de Economía; como opinó Hans Bernd Gisevius, «era cinismo puro por parte del virtuoso Hitler, precisamente en el día en que perseguía a Fritsch por un delito no comprobado de homosexualidad, nombrar ministro del Interior  [sic] a un homosexual notorio como Funk». Después del breve período interino de Göring, Funk tomó las riendas del ministerio al que había renunciado Hjalmar Schacht el 8 de diciembre de 1937. El caso y sus consecuencias fueron discutidos por el Führer ante sus principales generales el 5 de febrero de 1938 por la tarde, luego, durante la noche, en una reunión del gabinete.

## Controversias e incertidumbres

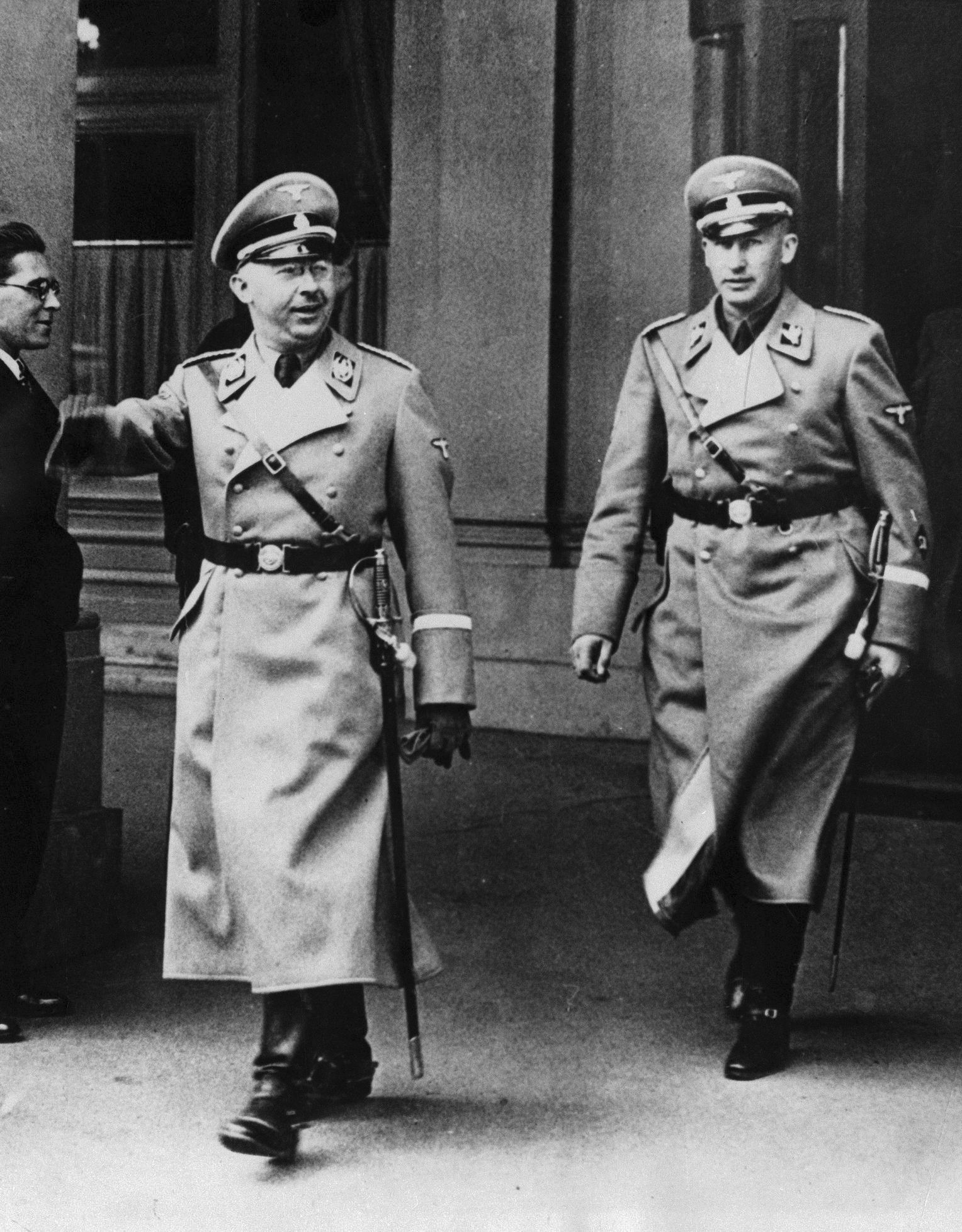
Heinrich Himmler y Reinhard Heydrich en 1938.

El consenso general entre historiadores y especialistas del Tercer Reich respalda las evidencias sobre la prostitución de Margarethe Gruhn en su juventud y las falsas acusaciones de homosexualidad contra Fritsch, pero los roles respectivos del azar o de un complot, su extensión y sus instigadores siguen en debate.
Para Ian Kershaw, Hitler contaba con Blomberg desde 1933 en la preparación de su maquinaria de guerra y deshacerse de él en 1938, «en un momento crítico como ese, estaba lejos de ser parte de su agenda». Según el mismo autor, «la crisis no era planeada ni fabricada» y la usurpación del control de la Wehrmacht fue el resultado «de una decisión tomada inesperadamente para salir de una crisis embarazosa». William L. Shirer evocó «una crisis provocada por el juego de Hitler», pero especificó que Fritsch fue «víctima de un complot, un verdadero acto de bandolerismo». Si bien Joachim Fest destacó el rol de Himmler y Göring en la campaña de desprestigio contra Fritsch, lo sintetizó de la siguiente manera: «Y como siempre era el caso cuando él [Hitler] se enfrentaba a un dilema, el azar llegó para ayudarlo: una vez más, una serie de eventos le ofrecieron oportunidades que, con su excepcional don de reacción táctica, se apresuró a aprovecharlo y explotarlo». Según Richard J. Evans, este fue un escándalo inesperado que dio al Führer la ocasión para deshacerse de las molestias. En su biografía sobre Himmler, Peter Longerich presentó la caída de Blomberg por su matrimonio como una «casualidad inesperada»; en cuanto a Fristch, afirmó que «Himmler estaba convencido a priori de la culpabilidad de Fritsch y se había asegurado de que la investigación estuviera sesgada [...] Por otro lado, al contrario de lo que Fritsch suponía, no lo hizo a sabiendas y no planeó todo el escándalo».
Según Jacques Delarue, la exclusión de Blomberg y Fritsch fue el resultado de una «maquinación [...] ejecutada bajo condiciones excepcionales de cinismo e ignominia». Para fundamentar su hipótesis, indicó que Himmler y Heydrich conocían el pasado de Gruhn antes del matrimonio y que tramaron la destitución del ministro de Guerra durante una reunión con Göring el 23 de enero de 1938; también citó una reunión en la que Göring y Himmler convencieron al acusador de Fritsch para que lo identificara ante el Führer, a no ser que «se prepare para una muerte extremadamente desagradable». Philippe Richardot también empleó el término «maquinación» y calificó el escándalo como un golpe de fuerza del que Himmler y Heydrich eran los arquitectos. En su biografía sobre Göring, François Kersaudy trazó un paralelo con la noche de los cuchillos largos y consideró que Hitler estaba al tanto desde el principio de la doble trama orquestada por Himmler y Göring, así como que «probablemente estaba moviendo los hilos tras bambalinas».
Peter Padfield, uno de los biógrafos de Himmler, ahondó en la teoría del complot. Específicamente, propuso la hipótesis de que las fotografías pornográficas de la esposa de Blomberg fueron el fruto de una trampa hecha por el SD; también aseguró que no era posible que el director de la Kripo, Arthur Nebe, haya informado del caso primero a Helldorff y a través de este a Keitel y Göring, sin el acuerdo de Heydrich. Malte Plettenberg, sin citar fuentes, fue el único investigador que afirmó que Gruhn nunca fue en realidad una prostituta y que no fue fichada como tal cuando estuvo bajo custodia policial, luego de «satisfacer el frenesí de los sentidos [...] de su amigo académico». El mismo autor cree que el caso Blomberg fue el resultado de una trama orquestada por Hans Oster e implementada por «el Sr. Agente Doble» (M. l'Agent double) que trabajaba para Wilhelm Canaris y Allen Dulles.
Sobre el matrimonio de Blomberg y según el testimonio de Friedrich Hoßbach, «existen razones para creer, mas no evidencia, de que le fue impuesta su segunda esposa por las maquinaciones de figuras sombrías del séquito de Göring y Himmler y que el matrimonio era el resultado de una coacción». Gert Buchheit también apoyó la hipótesis de que la expulsión de Blomberg y Fritsch fue el resultado de una conspiración, sin identificar a los principales culpables: «Nunca se sabrá con certeza si [Göring] fue el verdadero instigador de la maquinación o simplemente el instrumento (probablemente inconsciente) del SD. En cualquier caso, los hilos de este diabólico juego estaban en manos de Himmler y Heydrich. Es de interés secundario saber si Hitler y Göring eran los manipulados, cuando pensaban que ellos lideraban el juego». En apoyo de su tesis, Buchheit mencionó el hecho de que «la Gestapo ya había identificado al Rittmeister Frisch el día 15 de enero de 1938, antes de que se desencadenara el escándalo Blomberg-Fritsch».
Las controversias entre los partisanos de una hábil explotación política de un evento imprevisto y los defensores de un complot organizado recordaron el debate sobre el incendio del Reichstag. En este sentido y a modo de ejemplo, aunque Shirer señaló que «ni siquiera en Núremberg el misterio pudo ser resuelto completamente, se dispone de suficientes pruebas para afirmar con casi certeza que los nazis fueron quienes prepararon el incendio y lo ejecutaron con fines políticos»; según Evans: «El 28 de febrero [de 1933], la suerte vino a ayudar a los nazis y atribuyó el incendio a un acto aislado».

En definitiva, el escándalo Blomberg-Fritsch fue, después del incendio del Reichstag y el “Putsch de Röhm”, la tercera etapa en la consolidación del poder absoluto del Führer y, especialmente, en su dominación del ejército. Con un aparato militar emasculado y un Ribbentrop belicista en Asuntos Exteriores, se pusieron fin a todas las fuerzas que pudieron haber dado a Hitler consejos prudentes y lo hubiesen frenado en su deseo personal de expansión más rápida posible.
Ian Kershaw (2001).